# Zona economică liberă Tvardița
Zona economică liberă „Tvardița” (abreviat ZEL Tvardița) a fost lansată la 12 iulie 2001, și este o zonă economică liberă aflată în sudul Republicii Moldova. ZEL Tvardița este parte a teritoriului vamal al Republicii Moldova, separat din punct de vedere economic, strict delimitat pe tot perimetrul. Volumul total al investițiilor de la începutul activității zonei este 15,5 de mln. de dolari SUA, la 1 ianuarie 2015 atingând 16,7 de mln.